# Problematische opvoedingssituatie
De term "problematische opvoedingssituatie" (POS) (ook wel "verontrustende opvoedingssituatie" (VOS) genoemd) is in 1980 door de hoogleraar orthopedagogiek Wim ter Horst gelanceerd als het voorwerp van de wetenschap orthopedagogiek. In zijn bewoordingen betekent dit een "door de betrokkenen als nagenoeg perspectiefloos ervaren opvoedingssituatie, waarin men er zonder deskundige hulp van buitenaf niet in slaagt het geheel zodanig te veranderen dat het weer perspectiefbiedend wordt".
De term als object van de wetenschap staat in de othopedagogiek zelf wel ter discussie omdat niet volgens iedereen de opvoedingssituatie als “perspectiefloos” gezien moet worden, en ook niet per se de beleving van de betrokkenen zelf het uitgangspunt moet zijn. Orthopedagogiek kan zich immers ook preventief naar POS richten en ook de definiëring van de buitenwereld kan aanleiding geven tot orthopedagogische interventies.

## POS in de Bijzondere jeugdbijstand
Bij de hervorming van de jeugdbescherming in Vlaanderen in 1985 werd de problematische opvoedingssituatie (POS) het uitgangspunt waarop de Bijzondere jeugdbijstand is gebaseerd. De term kreeg er wel een eigen invulling en betekent in de bewoordingen van de gecoördineerde decreten "een toestand waarin de fysieke integriteit, de affectieve, morele, intellectuele of sociale ontplooiingskansen van minderjarigen in het gedrang komen, door bijzondere gebeurtenissen, door relationele conflicten of door de omstandigheden waarin zij leven."

### Dimensies
In zijn ministeriële omzendbrief van 20 januari 1999 betreffende de profilering van de Comités voor bijzondere jeugdzorg verduidelijkt Vlaams minister van Cultuur, Gezin en Welzijn, Luc Martens het begrip zoals het in de Bijzondere jeugdbijstand moet worden begrepen. Een opvoedingssituatie kan daar als problematisch worden omschreven, aan de hand van volgende parameters :
- de breedte ofwel de hoeveelheid deelproblemen of problematische aspecten van de opvoedingssituatie. Het gaat hier om tal van problemen op het vlak van de ouder-kindrelatie, de relatie tussen de ouders, de schoolse evolutie, de maatschappelijke integratie, de pedagogische bekwaamheid, de economische draagkracht, de persoonlijkheidsontwikkeling, de materiële omstandigheden enz.
- de hoogte ofwel de ernst of het specifieke karakter van sommige probleemaspecten. Dit kan tot uiting komen bij ernstige ontwikkelingsmoeilijkheden van kinderen. Het houdt ook verband met het conflictgehalte van de opvoedingssituatie waarbij de betrokken personen onderling in conflict komen (relationeel conflict), of waarbij ze botsen met de omgeving en de algemeen gangbare waarden (normatief conflict).
- de lengte ofwel de lange duur of het chronische karakter van de problematische opvoedingssituatie. Dit heeft dikwijls te maken met ontoereikende mantelzorg of met een falende hulpverlening.

### Schaal
In navolging van Pieter Kousemaker schetst de minister een schaal van opvoedingsproblemen waarop de POS kan gesitueerd worden : 
- In de gewone opvoedingssituatie komt het weleens voor dat een opvoeder met vragen of problemen zit maar deze zijn over het algemeen op een bevredigende manier op te lossen. Ouders voelen zich bekwaam als opvoeder ook al hebben ze nu en dan behoefte aan informatie of steun. Die zoekt men in eerste instantie bij vrienden en familie.
- de opvoedingsspanning. Soms zijn de opvoedingsproblemen niet meer zo eenvoudig hanteerbaar en ervaren ouders hun opvoedingshandelen als minder effectief. Ze vragen anderen om raad en proberen tevergeefs alternatieven. Ouders beginnen zich onzeker en schuldig te voelen en de behoefte aan steun en advies neemt toe. Ondersteuning uit de eigen omgeving is niet altijd meer voldoende.
- de opvoedingscrisis. Wanneer de spanning verder oploopt kan de situatie escaleren tot een crisis in de opvoeding. Ouders gaan steeds meer hun toevlucht nemen tot ad-hocoplossingen en noodgrepen (bijvoorbeeld slaan uit onmacht). Het gevoel van incompetentie neemt toe, men beleeft geen plezier meer aan het ouder zijn en men ontwikkelt ambivalente gevoelens ten opzichte van het kind. Dikwijls komt men zo een crisis weer zelf te boven, en soms is daar steun van anderen bij nodig.
- de problematische opvoedingssituatie of opvoedingsnood. Wanneer over een langere periode complexe problemen blijven bestaan, kan opvoeden een bron van teleurstellingen en verdriet worden. De betrokkenen zien geen perspectieven meer en ervaren het hulpaanbod van de diverse welzijnssectoren als ontoereikend.